# Meisenwaldsänger
Der Meisenwaldsänger (Setophaga americana, Syn.: Parula americana) ist ein kleiner Vogel aus der Gattung der Baumwaldsänger (Setophaga) in der Familie der Waldsänger (Parulidae). 
Meisenwaldsänger haben eine Körpergröße von etwa elf Zentimetern. Das Oberseitengefieder ist zum größten Teil grau mit grünlichen Flecken. Auf den Flügeldecken befinden sich zwei weiße Flügelbinden. Das Unterseitengefieder ist weiß, das an der Brust ist blassgelb.
Meisenwaldsänger ernähren sich überwiegend von Insekten und Spinnen. Ihre Brutgebiete befinden sich im Osten Nordamerikas, vom Süden Kanadas bis Florida. Über den Winter ziehen sie in den Süden Floridas, nach Mittelamerika und auf die Westindischen Inseln. Als seltener Gast kommt er auch in Westeuropa vor.

## Systematik
Der Meisenwaldsänger ist neben dem Elfenwaldsänger (Setophaga pitiayumi), dem Feuerwaldsänger (Oreothlypis  gutturalis) und dem Schmuckwaldsänger (Oreothlypis  superciliosa) eine von vier Arten, die früher in der Gattung Parula geführt wurden. Zwar sind Meisenwaldsänger und Elfenwaldsänger tatsächlich Schwesterarten voneinander, es hat sich aber gezeigt, dass diese beiden am engsten mit Waldsängerarten der ehemaligen Gattung Dendroica verwandt sind, mit denen sie nun zusammen in der Gattung Setophaga geführt werden. Die anderen beiden Arten sind zwar auch eng miteinander verwandt, stehen aber innerhalb der Waldsänger den Baumwaldsängern recht fern.
Beim Meisenwaldsänger werden zurzeit (2018) laut IOU folgende keine Unterarten unterschieden.